# اکین گامپ استراوس هائور اند فد

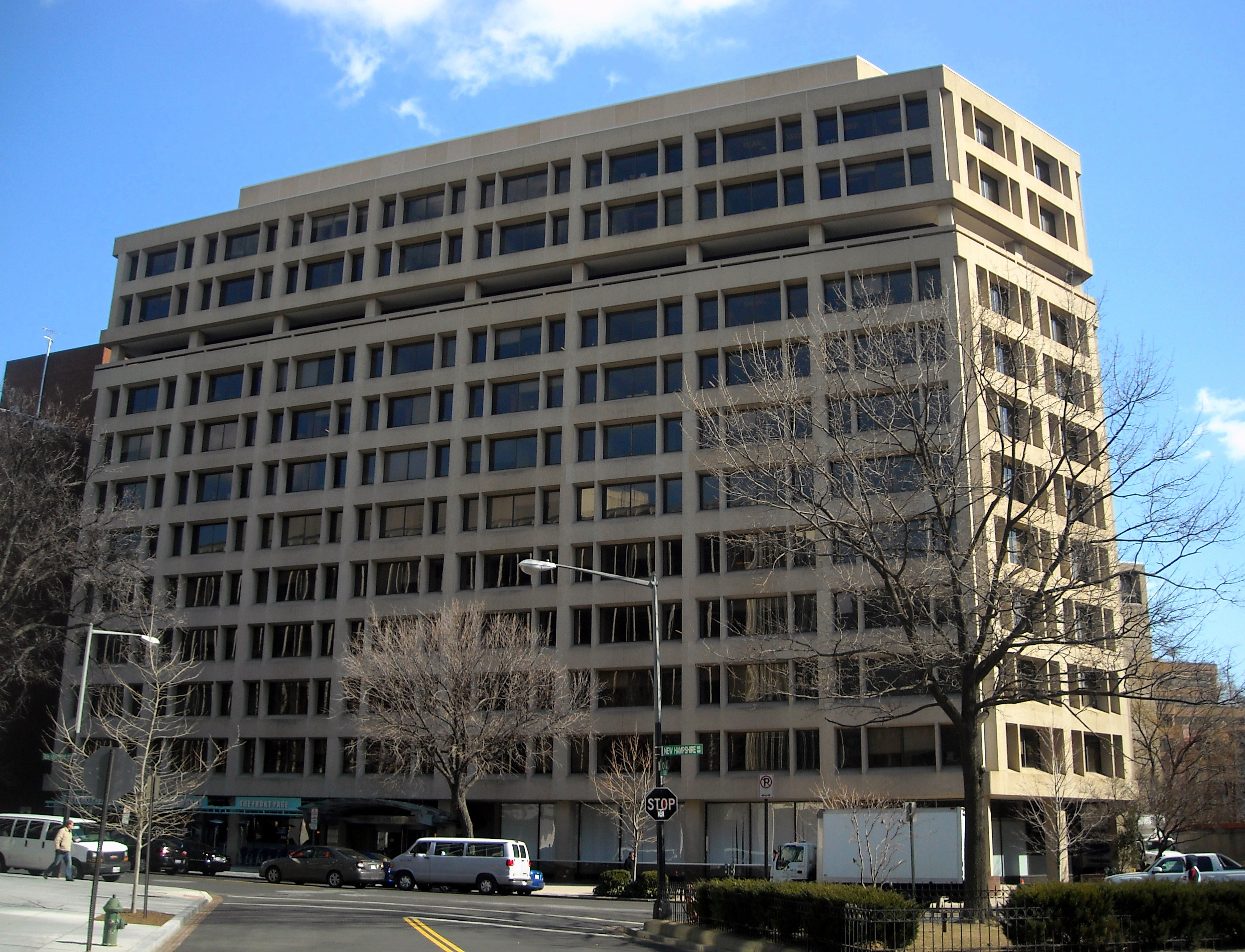
ساختمان مرکزی شرکت اکین گامپ استراوس هائور اند فد در خیابان نیوهمپشایر شهر واشینگتن، دی.سی.

اکین گامپ استراوس هائور اند فد ال‌ال‌پی (به انگلیسی: Akin Gump Strauss Hauer & Feld) یک شرکت وکالت بین‌المللی و گروه تخصصی در مشاوره‌های سیاسی و لابی‌گری است که دفتر مرکزی آن در شهر واشینگتن، دی.سی. در پایتخت ایالات متحده آمریکا قرار دارد. این شرکت در سال ۱۹۴۵ میلادی توسط رابرت استراوس و ریچارد گامپ تأسیس شد. هم‌اکنون این شرکت بیش از ۱۷۰۰ کارمند دارد و در ۱۴ دفتر بین‌المللی‌اش در نقاط مختلف جهان، بیش از۸۰۰ وکیل دادگستری را در استخدام دارد.

## وکالت سازمان مجاهدین خلق ایران
وکلای این شرکت نقش مهمی را در حذف نام سازمان مجاهدین خلق ایران از «فهرست گروه‌های تروریستی اتحادیه اروپا» داشتند. روزنامه نیویورک تایمز، هزینه این شرکت در آن دعاوی، به نفع سازمان مجاهدین خلق را چندین میلیون دلار برآورد کرده‌است.